# مادر مخوف
مادر مخوف (به گرجی: "[საშიში დედა") نام یک فیلم درام گرجستانی به کارگردانی آنا اوروشادزه محصول ۲۰۱۷ است.

«مادر مخوف» اولین فیلم بلند او محسوب می‌شود که به‌عنوان نماینده گرجستان برای رقابت در بخش بهترین فیلم غیرانگلیسی‌زبان به نودمین دوره جوایز اسکار معرفی شد اما جزو نامزدان اصلی قرار نگرفت.

## داستان
این فیلم داستان یک زنِ خانه‌دار ۵۰ ساله تفلیسی به نام مانانا را روایت می‌کند که در کشمکشی سخت و طاقت‌فرسا، باید میان حفظ زندگی خانوادگی‌اش در جامعه مردسالار گرجستان و شور و عشق همیشگی‌اش برای نویسندگی که سال‌هاست آن را سرکوب کرده، یکی را انتخاب کند. علی‌رغم خواسته‌های همسر و سه فرزندش، و تنها با تشویق یک ناشر محلی که خود را در نقش ویراستار به او معرفی می‌کند (و در نظر دارد تا کتابی را که او در حال حاضر مشغول به نوشتن آن است، به یک شاهکار تبدیل کند)، مانانا درگیر یک مسیر پُرپیچ‌وخم هنری می‌شود. او خود را به‌طور کامل، هم از نظر روحی و هم از نظر جسمی، وقف به ثمر نشستنِ کتابش می‌کند و تمام وظایفش به‌عنوان یک مادر را به دست فراموشی می‌سپارد. زمانی که او سرانجام تصمیم می‌گیرد رمانش را برای خانواده‌اش بخواند، مشخص می‌شود که مانانا از نوشتن برای تسکینِ ناامیدی‌ها و ناکامی‌هایش استفاده می‌کرده‌است؛ با آشکار شدن این موضوع، هرج‌ومرجی به پا می‌شود.

## بازیگران
- ناتا موروانیدزه
- راماز یوسلیانی
- دیمیتری تاتیشویلی
- آوتاندیل ماخارادزه